# Всё вышло из-под контроля
Всё вышло из-под контроля — четвёртый официальный альбом группы Flëur. B этом альбоме музыканты сменили привычное расположение песен: по негласной традиции песни с нечётными номерами пишет Елена Войнаровская, с чётными — Ольга Пулатова, а в этом они поменялись. Это связано с отсутствием традиционного «Интро» — короткой вступительной композиции, появлявшейся до этого на всех студийных альбомах группы. С выходом альбома «Эйфория» эта традиция возобновилась.
На этом альбоме звучание становится более электронным и роковым, что особенно проявляется в двух «RadioEdit» композициях (что интересно, одна из них, «Рай на полчаса», не получила широкого распространения на радиостанциях). В основном, это связано с тем, что, по словам группы, мастеринг альбома проходил без них. Некоторые композиции с альбома исполняются на концертах в «оригинальном» звучании — так, как они должны были звучать на диске.
Этот альбом стал прорывом группы к популярности в России, когда песня «Шелкопряд» была поставлена в ротацию Нашего радио и достигла первого места в хит-параде Чартова Дюжина. Несмотря на то, что альбом вышел в 2006 году, в 2008 году группа была награждена на премии «Чартова дюжина» как «Прорыв года», обогнав в этой номинации группы Пелагея и Znaki
Это первый альбом группы, который не был издан во Франции лейблом Prikosnovenie.

## Участники записи
- Ольга Пулатова — фортепиано/вокал
- Елена Войнаровская — гитара/вокал
- Екатерина Котельникова — синтезатор
- Алексей Ткачевский — ударные
- Виталий Дидык — контрабас
- Александра Дидык — виолончель
- Анастасия Кузьмина — скрипка
- Алла Лужецкая — флейта

## Список композиций
| №   | Название                      | Длительность |
| --- | ----------------------------- | ------------ |
| 1.  | «Шелкопряд»                   | 5:03         |
| 2.  | «Рай на полчаса (Radio Edit)» | 3:59         |
| 3.  | «Пепел»                       | 4:43         |
| 4.  | «Память»                      | 5:33         |
| 5.  | «Искупление (Radio Edit)»     | 3:28         |
| 6.  | «Опьянённые нежностью»        | 4:55         |
| 7.  | «Улыбки сфинксов»             | 5:59         |
| 8.  | «Эволюция. Тщетность»         | 6:52         |
| 9.  | «Люди, попавшие в шторм»      | 5:51         |
| 10. | «Я всё ещё здесь»             | 4:53         |
| 11. | «Сегодня»                     | 4:17         |
| 12. | «Тёплые воды»                 | 5:31         |
| 13. | «Всё вышло из-под контроля»   | 4:03         |
| 14. | «Для того, кто умел верить»   | 5:42         |

## Дополнительная информация
- Изначально на альбоме должны были появится ещё две песни: «Кома» и «Колыбельная для взрослых», однако из-за нехватки места на компакт-диске они были исключены из финального трек-листа пластинки. Всего было записано материала на 84 минуты. Позже, 8 марта 2022 года, они войдут в сингл «Осколки». По словам Flёur, хотя релиз был подготовлен задолго до войны и его название должно было отсылать к осколкам былого, сегодня «наши умы будут занимать осколки иного толка»[1].
- Песня «Пепел» посвящена памяти друга группы, Владимира Короткова. В аранжировке использованы отрывки из спектакля «Крик». Также в песне используется семпл из песни «Heart and Soul» группы Joy Division.